# Белгија на Зимским олимпијским играма 2018.
Белгија је учествовала на Зимским олимпијским играма 2018. које се одржавају у Пјонгчанг у Јужној Кореји од 9. до 25. фебруара 2018. године. Олимпијски комитет Белгије послао је 22 квалификованих спортиста у девет спортова. 
Барт Свингс овојио је прву медаљу за Белгију на ЗОИ још од 1998.

## Освајачи медаља

### Сребро
- Барт Свингс — Брзо клизање, масовни старт

## Учесници по спортовима
| Спорт                           | Мушкарци | Жене | Укупно |
| ------------------------------- | -------- | ---- | ------ |
| Алпско скијање                  | 2        | 2    | 4      |
| Биатлон                         | 2        | 0    | 2      |
| Боб                             | 0        | 4    | 4      |
| Брзо клизање                    | 2        | 1    | 3      |
| Брзо клизање на кратким стазама | 2        | 0    | 2      |
| Скелетон                        | 0        | 1    | 1      |
| Скијашко трчање                 | 1        | 0    | 0      |
| Сноубординг                     | 3        | 0    | 3      |
| Уметничко клизање               | 1        | 1    | 2      |
| 9 спортова                      | 13       | 9    | 22     |